# Триумфальная арка (Хабаровск)
Триумфальная арка находилась в городе Хабаровск.

## История
Сооружена к приезду наследника Цесаревича Николая II в Хабаровск в 1891 году, изготовлена из дерева. Простояла до 1924 года, снесена. В 1990-х годах местный краевед Владимир Пестерев предложил восстановить арку. В 2014 году с идеей восстановления арки выступила группа православной молодёжи.
Как выяснил хабаровский краевед Анатолий Жуков, Триумфальных арок в Хабаровске к приезду цесаревича построили две. Одна стояла на улице Алексеевской (ныне ул. Шевченко), между современным зданием амурского пароходства и гостиницей «Парус» и называлась верхней, вторая — нижняя, находилась между краеведческим музеем и современным памятником Якову Дьяченко. После отъезда царской особы, нижнюю арку сразу разобрали, а верхняя простояла до 1924 года, потом ее растащили на дрова.

## Галерея
- Виды арок, их было две